# Det er så lidt, der skal til
Det er så lidt, der skal til er en dansk propagandafilm fra 1948 med instruktion og manuskript af Erik Fiehn. Filmen handler om den daværende §2 i Færdselsloven, der påbød folk at udvise agtpågivenhed og hensynsfuldhed.

## Handling
Filmen præsenterer Hr. Larsen, som uden at ville det og uden at vide af det er hensynsløs, når han færdes på cykel og spreder skræk og vækker vrede omkring sig. Også i hjemmet optræder han hensynsløst, indtil hans søn minder ham om §2. Filmen slutter med en opfordring til folk om at blive §2-mennesker.